# 漳湖镇
漳湖镇，是中华人民共和国安徽省安庆市望江县下辖的一个乡镇级行政单位。

## 行政区划
漳湖镇下辖以下地区：
六合社区、回民村、红湖村、大湾村、日星村、幸福村和中洲村。